# Bambali
Bambali es una ciudad de la región de Sédhiou, Senegal, situada a unos 15 kilómetros (9,3 millas) al sureste de Sédhiou, a orillas del río Casamance. En 2018, tenía una población de 20.454 habitantes.

## Historia
Sadio Mané, futbolista nacido en la localidad, contribuyó reinvirtiendo y construyendo nuevas instalaciones, como una escuela, en 2019. En marzo de 2020, Mané donó 41.000 libras (52.564 dólares; 46.083 euros) al comité nacional de lucha contra la COVID-19 en Senegal. En 2021, donó 500.000 libras (684.932 dólares; 561.987 euros) para la construcción de un hospital. Además, financió la construcción de una gasolinera y una oficina de correos para su comunidad local, dotando a la escuela de ordenadores portátiles gratuitos e internet gracias al servicio de internet 4G que financió en el pueblo. En total, ha invertido más de 700.000 libras en estas mejoras. Además, encargó un estipendio de 70 euros al mes a cada familia de su ciudad natal de 2.000 habitantes. Esto equivale aproximadamente al salario mensual de un ciudadano senegalés que recibe un salario mínimo.

## Personas notables
Bambali es la ciudad natal del futbolista senegalés Sadio Mané.